# 尾川太郎

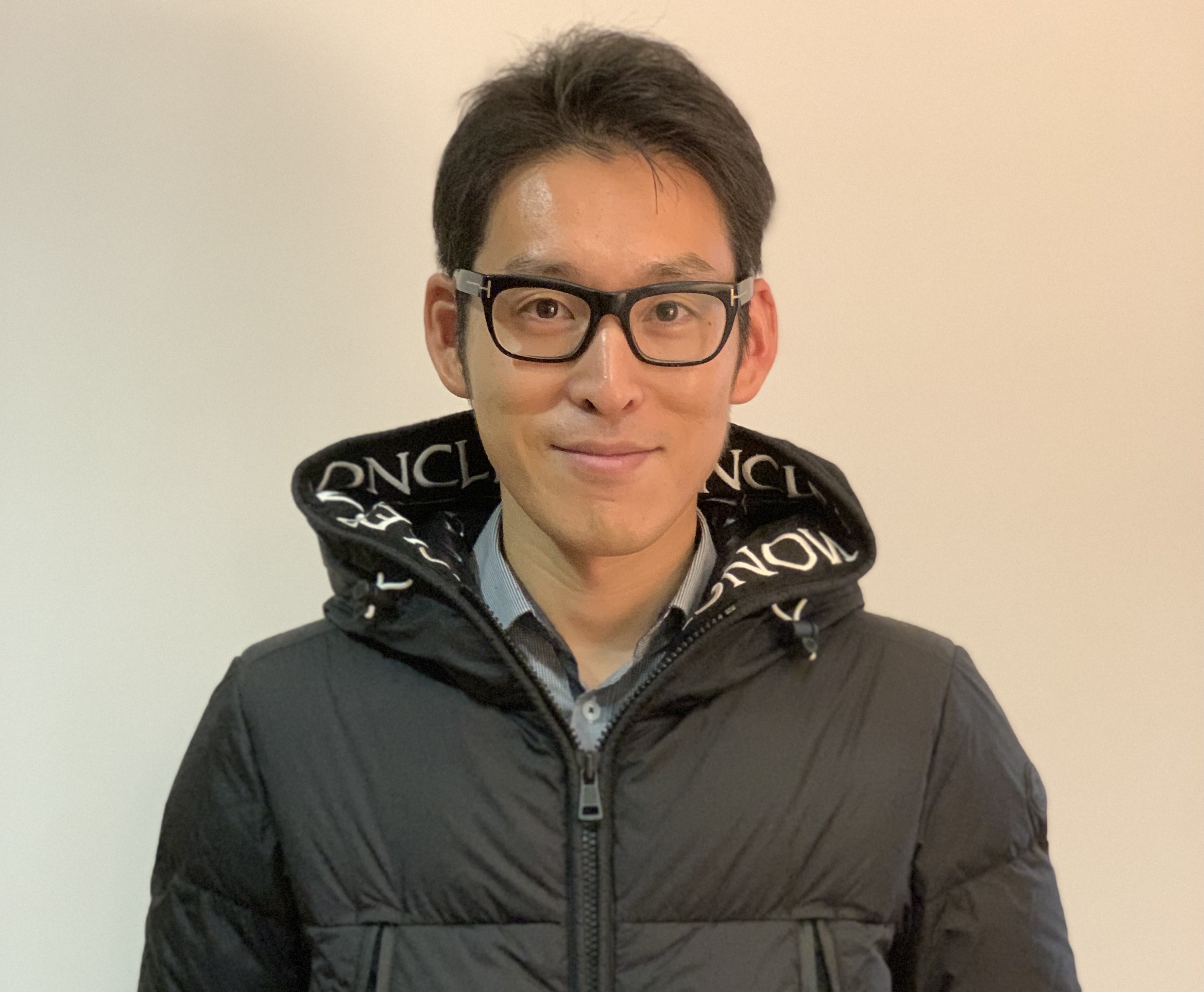

尾川 太郎（おがわ たろう、1982年12月7日 - ）は日本の実業家、起業家、YouTuber。石川県金沢市出身。血液型はAB型。

## 来歴・人物

### 生い立ち
もともと死産だったが、帝王切開後、奇跡的に息を吹き返した。

高校（星稜高等学校）に進学するも、友達を作るのが非常に苦手で孤立していた。

高校卒業後は親の反対を押し切り上京し、住み込みの新聞配達員を始めながら自立していく。

### 複数の事業展開
新聞配達員をしながら、メンターとなる事業家と出会い人生観が変わる。
2002年　ABO登録。

2009年　カラオケの鉄人の公式アンバサダーとしてオフ会を多数展開する。総動員数のべ1000人以上。また、同時に江崎グリコとお菓子の直接販売事業を展開。この頃から、同時に７つ以上のビジネスを運用するようになった。

2011年　東京都渋谷区の街角情報誌を制作。渋谷区の飲食店を中心に配布。

2012年　若手事業家として広報を兼ねたセミナーを全国で展開。

2013年　YouTubeチャンネル「ぽんつく」スタート。３ヶ月で60万再生を突破し、爆発的ヒットとなる。

2014年　インターネットラジオ局「渋谷ラジオtokyo」スタート。日本経済新聞社の朝刊の一面に取り上げられる。自身はこの時の経験を「配達する側から掲載される側になった」と話している。

2015年　カードゲーム「桃から生まれたポン太郎」発売。東京ゲームショウに出店し、完売。

2016年　自伝を書くように提案されたことをきっかけに、自身の体験談を盛り込んだアプリゲームの制作を開始する。出演声優オーディションで600人以上の申込みが集まる。

2017年　アプリゲーム「新聞物語」正規版を発売。アプリランキング最高３位の大ヒットとなる。有名声優陣らによる舞台化もされる。
2018年　本格的に声優育成事業をスタート。
2020年　YouTubeチャンネル「ポン太Games」スタート。順調にチャンネル登録者を増やし、収益化。

### 支援活動
災害地域などへの支援活動を行っている。

東日本大震災の復興ボランティア。

2019年には京都アニメーション放火殺人事件を受け、チャリティーイベントを開催。売上を寄付している。

## 私生活
- 東京都渋谷区在住。
- 2008年2月22日に入籍。2人の子供を授かる。
- 父親が他界してからは、毎月地元金沢に帰省し母親に顔を出すようにしている。
- 座右の銘は「後悔だけはしない」。
- レーシックの手術をしている[18]。
- 過去は体重が108kgあったが現在はダイエットに成功している[19]。
- 2023年、声帯にポリープが見つかり治療中。

## 趣味
漫画、アニメ、ゲームを中心にインドアなものが多い。

人生で一番影響を受けた漫画は「うしおととら」。アニメは「赤ずきんチャチャ」。ゲームは「ときめきメモリアル２」